# كيفن سميث (راكب الكنو)
كيفن سميث (بالإنجليزية: Kevin Smith)‏ هو راكب الكنو بريطاني، ولد في 22 مارس 1961.

## وصلات خارجية
- كيفن سميث على موقع أوليمبيديا (الإنجليزية)
- كيفن سميث على موقع اللجنة الأولمبية البريطانية (الإنجليزية)